# Fortuna Dniepropetrowsk
Fortuna Dniepropetrowsk (ukr. Міні-Футбольний Клуб «Фортуна» Дніпропетровськ, Mini-Futbolnyj Kłub "Fortuna" Dnipropetrowśk) – ukraiński klub futsalu z siedzibą w Dniepropietrowsku, występujący w latach 1993–1996 w futsalowej Wyższej lidze Ukrainy.

## Historia
Chronologia nazw:
- 199?–1995: Nika Dniepropetrowsk (ukr. «Ніка» Дніпропетровськ)
- 1995–1996: Fortuna Dniepropetrowsk (ukr. «Фортуна» Дніпропетровськ)

W początku lat 90. XX wieku został założony klub futsalowy Nika Dniepropetrowsk. W 1993 debiutował w pierwszych mistrzostwach Ukrainy, a w 1994 zdobył swój pierwszy trofeum - Puchar Ukrainy. W 1995 zmienił nazwę na Fortuna Dniepropetrowsk.
Po zakończeniu sezonu 1995/96 z przyczyn finansowych klub zrezygnował z dalszych rozgrywek w najwyższej klasie rozgrywek ukraińskiego futsalu.

## Sukcesy
Sukcesy krajowe
- Mistrzostwo Ukrainy:
  - 3. miejsce (1x): 1993/94

- Puchar Ukrainy:
  - zdobywca (2x): 1993/94